# Збурьевский сельский совет (Голопристанский район)
Збурьевский сельский совет (укр. Збур'ївська сільська рада) — входит в состав
Голопристаньского района
Херсонской области
Украины.
Административный центр сельского совета находится в 
с. Збурьевка
.

## Населённые пункты совета
- с. Збурьевка
- с. Береговое
- с. Облои
- с. Тендровское